# Dirk Darmstaedter

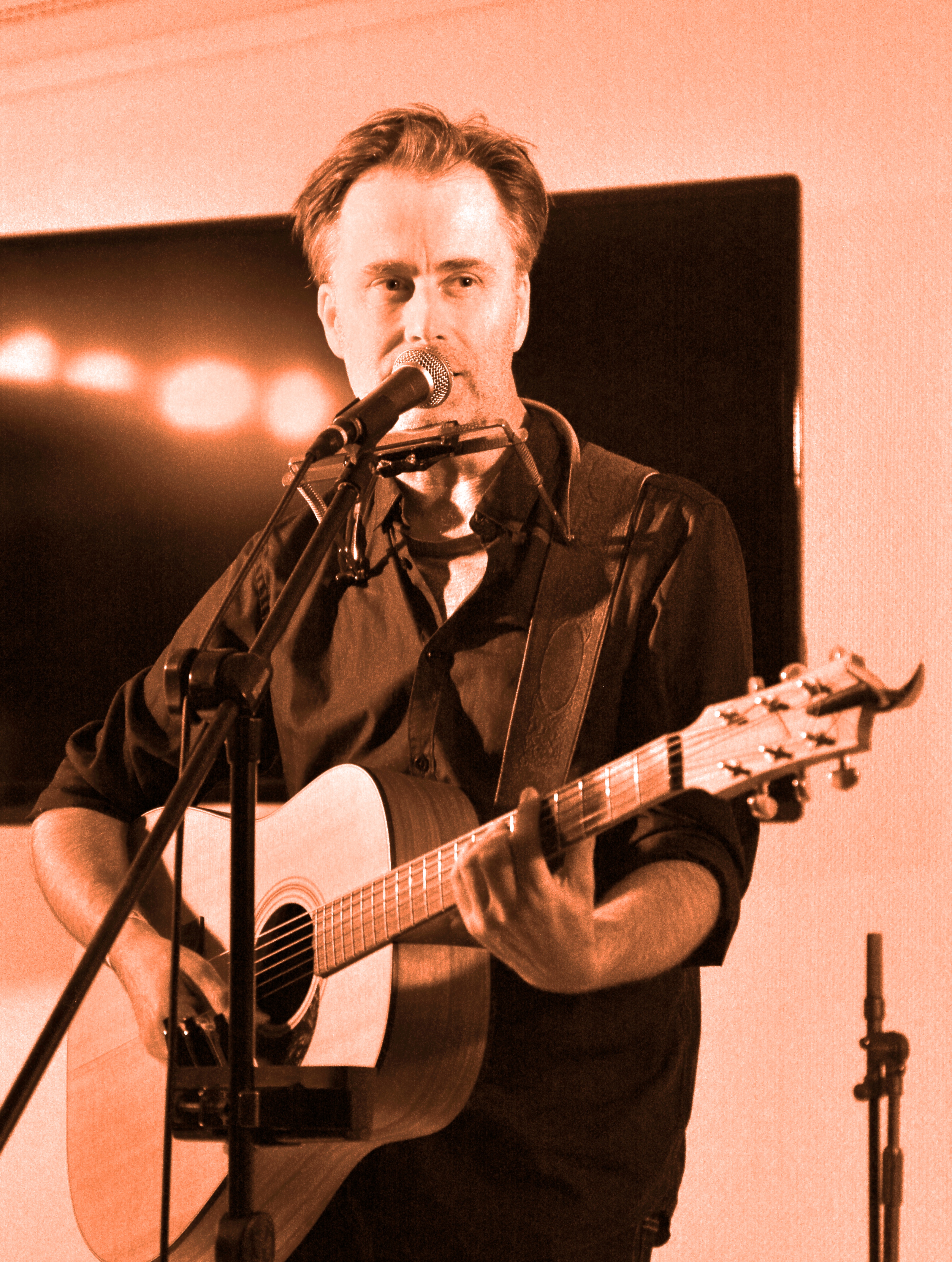
Dirk Darmstaedter beim SoFiE Festival 2015

Dirk Darmstaedter (* 22. Februar 1965 in Hamburg) ist ein deutscher Musiker und Songschreiber.

## Biografie
Dirk Darmstaedter wurde in Hamburg geboren, lebte aber mit seiner Familie von seinem fünften bis zum elften Lebensjahr in Teaneck, New Jersey, weil sein Vater in dieser Zeit in New York arbeitete. Als er mit seiner Familie 1976 nach Hamburg zurückkehrte, begann er, sich intensiver für Musik zu interessieren, und dann Gitarre zu spielen und zu singen.
Darmstaedters erste, 1977 gegründete Band hieß Jay Bee and his Jupitors. Die Band gab Konzerte und gewann zwei Talentwettbewerbe in Hamburg.
Im Teenageralter reiste er mit einem Interrail-Ticket durch Europa und verdiente sich Geld als Straßenmusiker.
Unter dem Künstlernamen Kirk Novak veröffentlichte er 1984 die Single Send Her A Dream.
1985 begann er, gemeinsam mit Christoph M. Kaiser Lieder zu schreiben. Im Laufe der Zeit schlossen sich den beiden noch Louis C. Oberlander, Jörn-Christof Heilbut und Stefan Rager an. 1987 gründeten sie die Band The Jeremy Days. Im folgenden Jahr erschien ihre erste Single Are You Inventive? und das Debüt-Album, das sich über 150.000 mal verkaufte. Der auf diesem Album enthaltene Titel Brand New Toy erreichte Platz 11 der deutschen Single-Charts. Die Band veröffentlichte weitere vier Studio-Alben, ein Live-Album, tourte durch Europa und trennte sich schließlich 1996.
Auch als Schauspieler trat Dirk Darmstaedter in Erscheinung: 1997–1998 war er im Musical Elixier (von Tobias Künzel und Künzels Ehefrau Kati Naumann) in Leipzig einer der Hauptdarsteller (David) – das Stück in der Regie von Horst Königstein erlebte vierzig ausverkaufte Vorstellungen.
Zusammen mit Gunther Buskies gründete Darmstaedter 2002 das Plattenlabel Tapete Records. Unter dem Namen Me and Cassity veröffentlichte Darmstaedter zwischen 2002 und 2012 vier Alben, daneben spielte er 2003 mit Bernd Begemann ein Country-Album ein. Seit 2005 veröffentlicht Darmstaedter Musik unter seinem eigenen Namen. Am 1. Oktober 2010 nahmen er und Begemann mit dem Freddy-Quinn-Klassiker So geht das jede Nacht am Bundesvision Song Contest 2010 in Berlin für Niedersachsen teil, belegten dort allerdings nur den letzten Platz.
Seit 2009 hat Dirk Darmstaedter sein eigenes Label Beg Steal & Borrow, bei dem unter anderem seine Alben Twenty Twenty – 20 Years, 20 Songs · A Collection und Strange Companions erschienen sind. Im Sommer 2014 hatte er das Label Teaneck Records gegründet, bei dem im September 2014 sein Album Before We Leave veröffentlicht wurde.
Darmstaedter moderiert seit 2017 einmal im Monat die Sendung Sounds like Dirk im Hörfunkprogramm von Bremen Zwei.

## Diskografie
Solo
- 1996: Cassity (als Darmstaedter) (wiederveröffentlicht 2002 als: Me and Cassity)
- 2002: Hope, with a Pain Chaser (als Me and Cassity)
- 2003: This Road Doesn’t Lead to My House Anymore (mit Bernd Begemann)
- 2004: Between Wake and Sleep (als Me and Cassity)
- 2005: Coming Up for Air
- 2007: Our Favorite City
- 2009: Life Is No Movie
- 2010: Dirk Sings Dylan
- 2010: So geht das jede Nacht (mit Bernd Begemann)
- 2011: The Wrong Boy (akustische Neuaufnahmen alter Songs)
- 2012: Appearances (als Me and Cassity)
- 2013: Freude schöner Götterfunken – Friedrich Schiller neu vertont (als Gastsänger von Reinhardt Repkes Club der toten Dichter)
- 2014: Before We Leave
- 2016: Beautiful Criminals
- 2017: Twenty Twenty – 20 Years, 20 Songs: A Collection (Compilation)
- 2017: Covers One (2007 – 2017)
- 2018: Covers Two
- 2019: Strange Companions
- 2020: Covers Three
- 2021: Covers Four
- 2022: The Circumstances

The Jeremy Days
- 1988: The Jeremy Days
- 1989: Circushead
- 1992: Speakeasy
- 1994: Re-Invent Yourself!
- 1995: Punk by Numbers
- 2022: Beauty In Broken